# Eidgenössische Front
Die Eidgenössische Front / Eidgenössische Aktion war eine politische Partei in der Schweiz, die zur Frontenbewegung gezählt wird.

## Geschichte
1931 wurde die Eidgenössische Front als Komitee gegen die Einführung der Alters- und Hinterlassenenversicherung (AHV) und im Allgemeinen gegen den Ausbau des Wohlfahrtsstaates gegründet. Als am 6. Dezember 1931 das Volk die Einführung der AHV ablehnte, war der eigentliche Zweck der Eidgenössischen Front erfüllt.
Während des Frontenfrühlings 1933 wurde die Eidgenössische Front unter der Leitung der Brüder Wilhelm Frick und Hans Frick erneut gegründet.
1937 wurde die Eidgenössische Front in Eidgenössische Aktion umbenannt.
1939 löste sich die Eidgenössische Aktion auf.

## Politische Ausrichtung
Die Eidgenössische Front kämpfte gegen den Ausbau des Wohlfahrtsstaates, Parlamentarismus, Bolschewismus und Staatsinterventionismus.
Sie vertrat ein liberales Wirtschaftsmodell, befürworte den Führerstaat und war antisemitisch.